# Arteria genus media
Die Arteria genus media („mittlere Kniearterie“) ist eine kleine Schlagader der unteren Extremität. Sie entspringt in der Kniekehle aus der Kniekehlarterie (Arteria poplitea) oder der oberen seitlichen Kniearterie (Arteria superior lateralis genus). Anschließend durchbohrt sie das schräge Kniekehlband (Ligamentum popliteum obliquum) und die Gelenkkapsel des Kniegelenks und gibt Äste zur Versorgung der Kreuzbänder ab. Die Endäste ziehen über feine Gefäßlöcher in der Fossa intercondylaris in die Gelenkknorren (Condylen) des Oberschenkelknochens.